# Grand béguinage de Mont-Saint-Amand
Le Grand Béguinage de Mont-Saint-Amand (en néerlandais : Groot Begijnhof Sint-Amandsberg) est un béguinage à Mont-Saint-Amand près de la ville belge de Gand. Le béguinage a été construit à l'extérieur du centre dans les années 1873-1876 lorsque l'ancien Grand Béguinage de Sainte-Élisabeth au centre de Gand a été abandonné. Le béguinage s'étend sur huit hectares.
En plus de ce béguinage à la périphérie de Gand, existent dans la ville même le Vieux Béguinage et le Petit Béguinage.

## Histoire
Vers 1234, Jeanne de Constantinople fonda à la fois le Petit Béguinage et l'Ancien Grand Béguinage de Sainte-Élisabeth dans la ville. Dans la seconde moitié du XIXe siècle, cependant, le béguinage de Sainte-Élisabeth rencontre des difficultés avec les autorités de la ville de Gand à l'esprit libéral. La ville grandit et le béguinage se trouve dans un endroit propice à l'expansion de la ville. Entre autres, les canaux ont été comblés et de nouvelles routes ont été construites, ce qui a fait perdre au béguinage son caractère fermé. Finalement, une solution a été recherchée en dehors du centre-ville.
Le duc Engelbert-August von Arenberg, qui avait acheté et sauvé le Petit Béguinage des années plus tôt, est également devenu ici le sauveur. Il a acheté un terrain à Sint-Baafskouter, où la construction d'un tout nouveau béguinage a commencé en 1873. L'installation a été conçue et entièrement planifiée par l'architecte Arthur Verhaegen. Le baron Jean-Baptiste de Bethune a conçu l'église du béguinage, construite en très peu de temps, deux ans. C'est le seul béguinage néogothique de Flandre. Dix-huit entrepreneurs y travaillaient en même temps. Le béguinage a été inauguré en septembre 1874 ; l'église a été achevée en septembre 1875 et décorée dans les années suivantes. Environ 600 béguines s'y sont installées.
En 1994, le béguinage a été protégé en tant que paysage urbain. En 1998, il a été inscrit sur la liste du patrimoine mondial de l'UNESCO comme l'un des béguinages de Flandre. Les dernières béguines sont décédées en janvier et août 2003. Progressivement, les maisons ont été transformées en logements sociaux. Certains bâtiments accueillent également diverses associations et institutions, principalement du secteur social et culturel.

## Architecture
Le béguinage était aménagé sur une superficie de huit hectares. Il se compose de trois places entourées de huit rues où quatre-vingts maisons et quatorze bâtiments communautaires ont été construits. Le béguinage possède également une grande maison pour le Grand Maître, une infirmerie, une chapelle dédiée à Saint Antoine de Padoue, et une grande église de béguinage à trois nefs au milieu. Le béguinage est clos d'un mur et possède deux portes d'entrée. Toutes les maisons et monastères, à l'exception de la Grande Maison, ont un jardin de devant et sont entourés d'un mur. Dans ces murs de jardin, il y a des statues de saints dans des niches au-dessus ou à côté des portes.

## Église du béguinage
L'église du béguinage est un édifice religieux néo-gothique construit dans le dernier quart du XIXe siècle. L'église est dédiée à sainte Élisabeth, saint Michel et les saints anges.

## Galerie

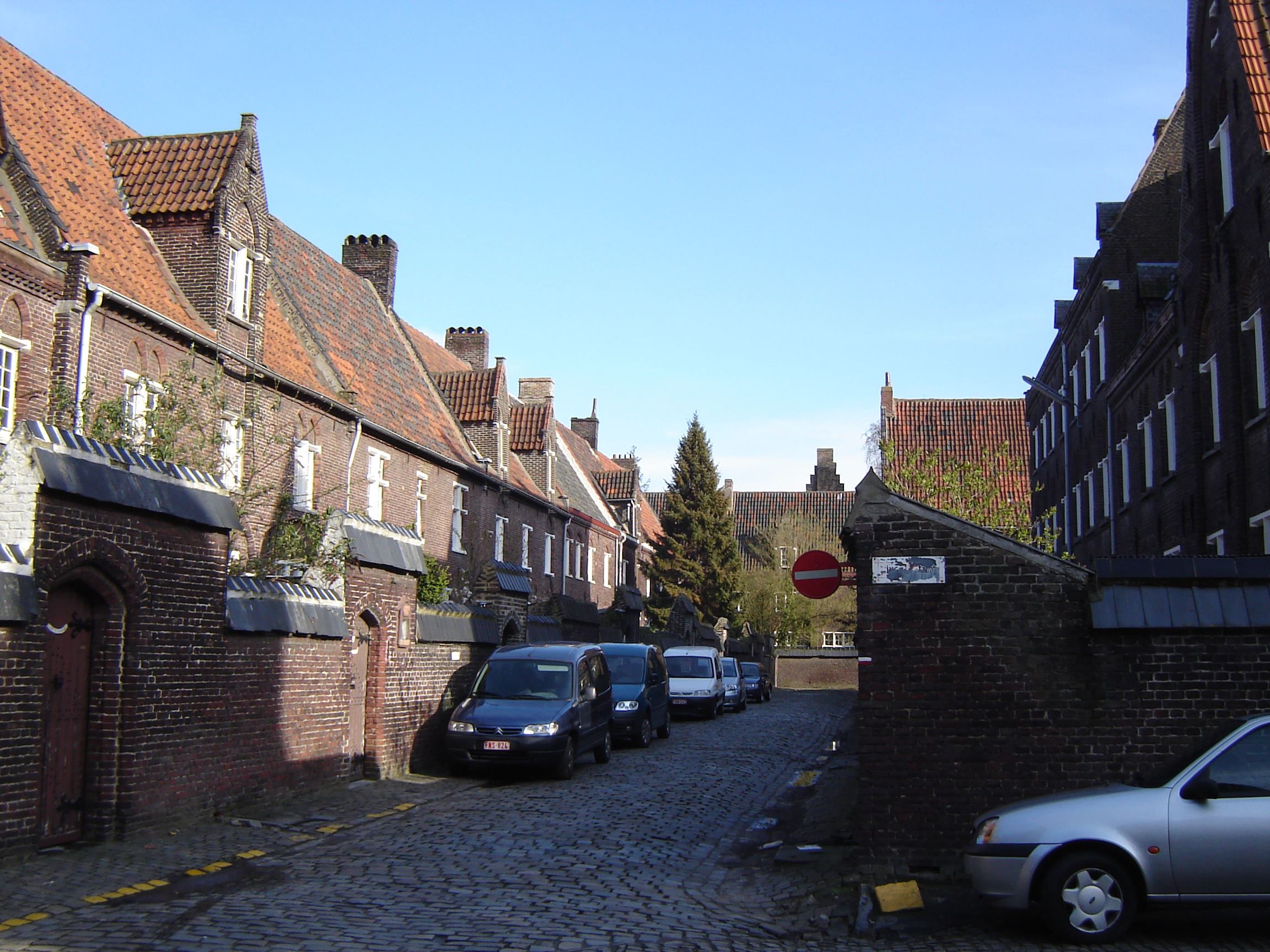
Grand Béguinage de Sint-Amandsberg à Gand
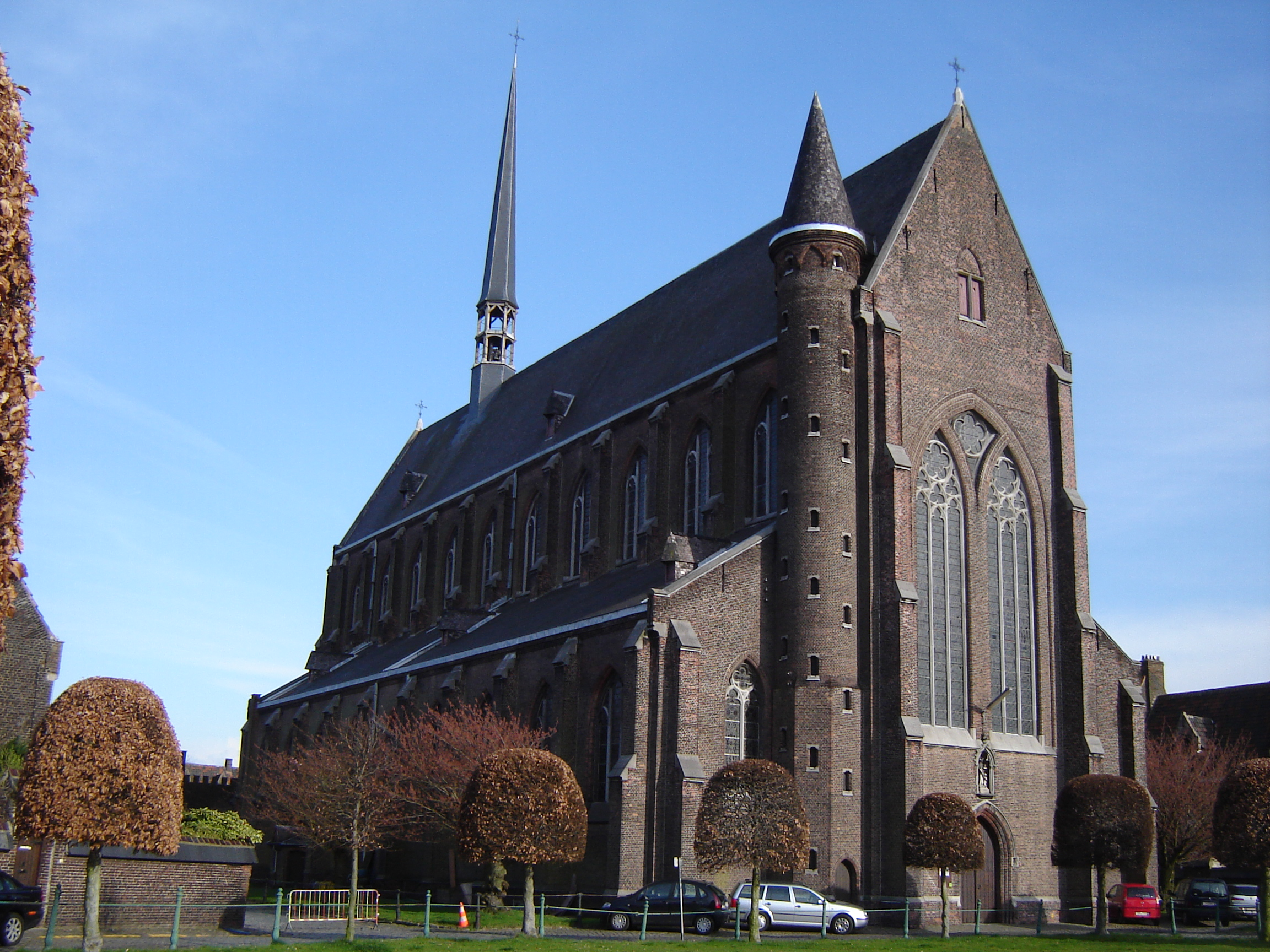
Église du béguinage de Sint-Amandsberg
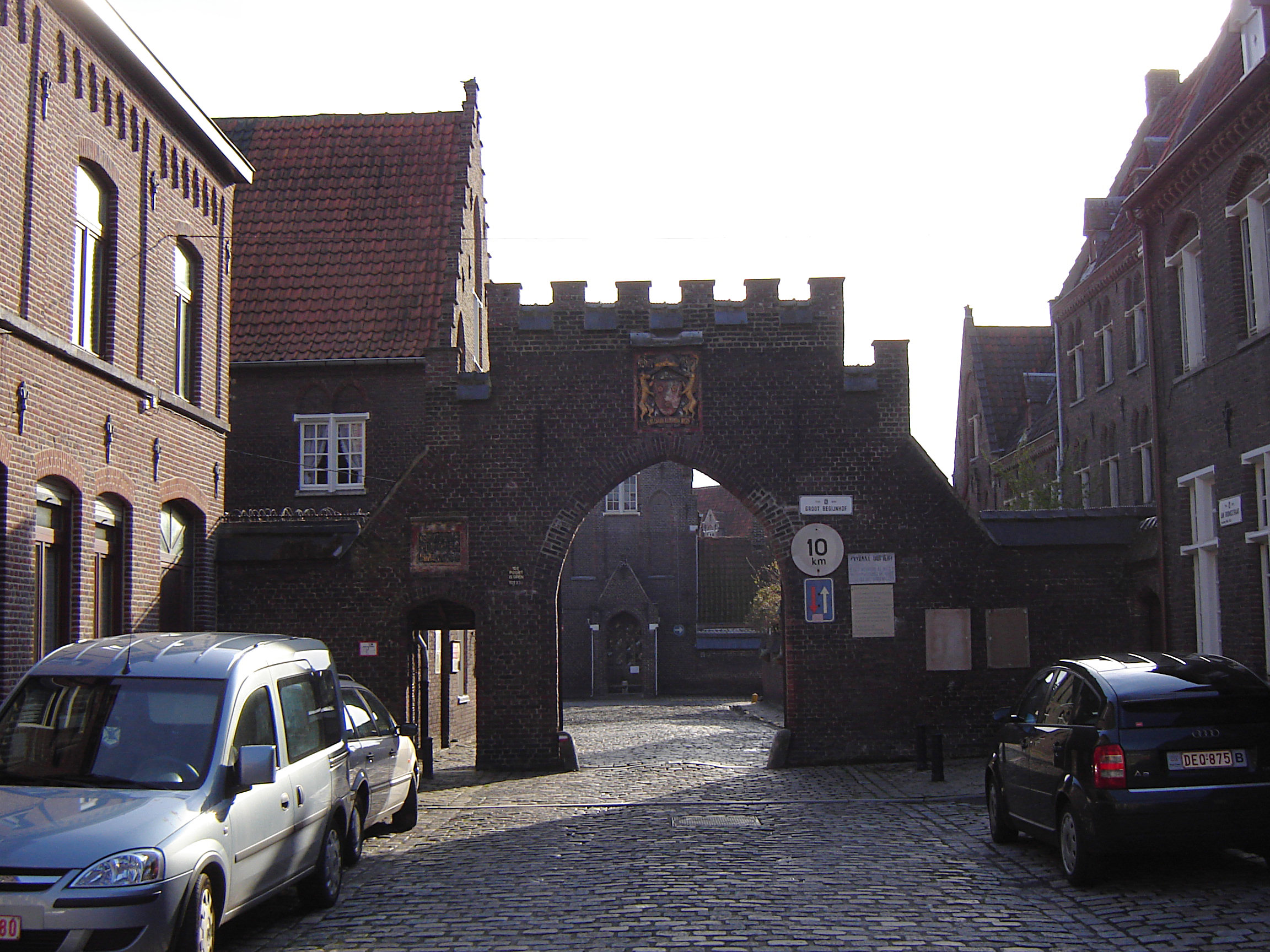
Porte d'entrée
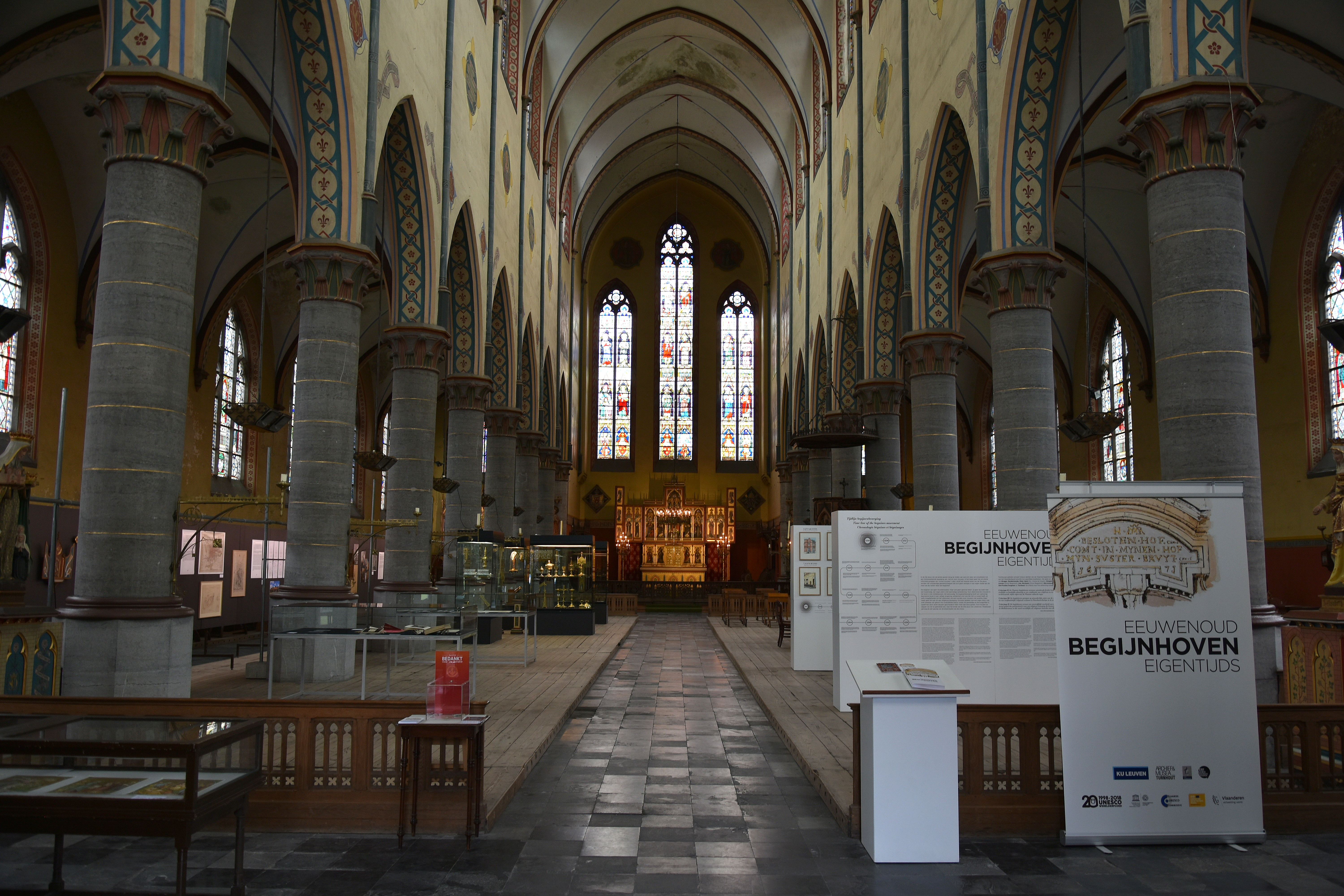
Vue intérieure de l'église du béguinage Sint-Amandsberg

## Liens web
- Site Internet du Grand Béguinage de Gand